# Salon international de l'automobile de Genève 2004
Le Salon international de l'automobile de Genève 2004 est un salon automobile qui s'est tenu du 4 mars au 14 mars 2004 à Genève. Il s'agit de la 74e édition internationale de ce salon, organisé pour la première fois en 1905.